# 勝海麻衣
勝海麻衣（かつみ まい、1994年（平成6年）4月11日 - ）は、日本のアーティスト。元銭湯絵師見習い。東京都出身。

## 来歴
医師の家庭に育ち幼稚園から高校まで雙葉学園に通う。
武蔵野美術大学造形学部空間演出デザイン学科卒業後、東京藝術大学大学院美術研究科デザイン専攻描画･装飾研究室に進学した一方で、武蔵野美術大学在学中からモデルとしても活動を始めている。2019年4月9日時点の所属事務所は渋谷区の合同会社Cruva management・HelaHela。
銭湯絵師を目指して銭湯絵師の丸山清人に2017年に弟子入りし、様々な媒体で取り上げられるほか、アーティストとして個展も開いている。
モデルとしての活動も続け、2018年6月にはパリ市庁舎で行われたコシノジュンコプロデュースによる京都・パリ友情盟約締結60周年記念事業「能×ファッションショー」に出演した。

## 盗作問題
2019年3月24日、大正製薬「RAIZIN」商品PRイベントでライブペインティングを行った際に描いた絵が、他のイラストレーターの作品に酷似しているとの指摘があり、多くのメディアが採りあげたことで「騒動」とも呼べる状況に陥ったが、これに関連して同年4月、師匠の丸山は師弟関係解消を発表した。
また、武蔵野美術大学での卒業製作で優秀賞を受賞した作品「still life」や、個展で発表した作品では多数の国内・国外の作家の絵画作品を無断転用しているという指摘もなされ騒動が拡大した。
作品の盗作以外では本人が日常的にTwitterで呟いていた出来事の中に、他人のツイートを一部改変し複写した内容（いわゆる「パクツイ」）が多数見つかったとされ、様々な議論や報道がなされた。
同年4月26日、所属芸能事務所のウェブサイトにて謝罪文を発表し、ライブペインティングで描いた作品に関して指摘されていた他のイラストレーターの作品の構図を無断で使用したことを認めた。また、事務所の代表を務める八谷隆晴も本人に事務所として法律を勉強させ、一から修行させるといった内容の謝罪文を同時に発表した。
同日、構図を無断で使用されたイラストレーター側の所属事務所からも公式に和解が成立した事が発表された。しかし、イラストレーター側の事務所の発表では商品PRイベントを企画したサニーサイドアップ社を交えて協議を行い所属事務所、本人が無断でイラストレーターの作品を模倣したことを認めたと述べているが、構図を無断で使用したという本人からの発表と齟齬が生じている。
なお、本人、所属事務所代表ともに、師弟関係を解消した元師匠の丸山は、上述のライブペインティングにおける盗作疑惑とは一切無関係であると謝罪文にて述べている。

## 誹謗中傷被害
上記の盗作騒動をきっかけに、勝海は激しいバッシングとネット上での誹謗中傷にさらされた。勝海は盗作を認めて謝罪したものの、SNSや匿名掲示板では中傷が執拗に続き、精神的に大きなダメージを受け、パニック障害やうつ状態、PTSDと診断されるまでに追い込まれた。
中でも、漫画家で銭湯アイドルとして活動していた「湯島ちょこ」とのハンドルネームを用いる人物は、X（旧Twitter）を中心に多数の投稿で虚偽情報を拡散し、執拗な中傷を行っていた。これに対し、勝海は湯島を名誉毀損罪で刑事告訴。2021年12月22日、さいたま簡易裁判所は湯島に20万円の罰金刑（略式命令）を科した。その後も謝罪がなかったため、勝海は湯島を民事でも提訴し、2023年7月18日、東京地裁は湯島に対し、勝海とその父親に計50万円の損害賠償を支払うよう命じた。

## アーティスト活動
- 個展　勝海麻衣「饗宴」Gallery 58 2019年 1月28日～2月2日
- カフェ「Sd Coffee」壁画(共作)[38]
- POPEYE(インタビュー)
- DIME(インタビュー)
- J-WAVE (インタビュー)[39]
- 大正製薬「RAIZIN」サンプリング&ライブアートイベント

## モデル活動
- Beats by dr.dre
- Tokyo Walker
- からだにいいこと
- 外務省「たびレジ」
- SONY mobile
- KDDI まとめてオフィス
- ゼクシィ
- 金沢国際ホテルウエディング
- ロックバンド「Bentham」 2ndフルアルバム【MYNE】CDジャケット
- Bentham「cymbidium」ミュージックビデオ
- ichika「illusory sense」ミュージックビデオ
- NEC Lavie
- Google Cloud Platform
- CAPESON SHOP
- dejavu「MAKEUP CHRISTMAS 2018」キャンペーン広告
- 大正製薬「RAIZIN」
- ウソツキ「惑星TOKYO」ミュージックビデオ
- EVE GARDENファッションショー
- コシノジュンコ京都ファッションショー（パリ）
- コシノジュンコ ニュージュエリーコレクション展示モデル[40]
- Amazon Fashion Week Tokyo 2019 A/W「Akari Miyazu」
- AKIRA NAKA展示会フィッティングモデル
- ダイキン工業「うるさら7 珠城先生編」
- ダイキン工業「うるさら7 うるさらチャンネル」
- アメリカン・エキスプレス